# Vena församling
Vena församling är en församling i Smålandsbygdens kontrakt i Linköpings stift inom Svenska kyrkan. Församlingen ingår i Aspelands pastorat och ligger i Hultsfreds kommun i Kalmar län.
I församlingen finns Vena kyrka som är en kyrka från 1799. Den rymmer c:a 700 personer. I kyrkan finns en pneumatisk läktarorgel med 33 stämmor och en mindre mekanisk kororgel.

## Administrativ historik
Församlingen har medeltida ursprung.
Församlingen var tidigt moderförsamling i ett pastorat Vena och Lönneberga, annars utgjorde församlingen till 1955 ett eget pastorat. År 1955 utbröts Hultsfreds församling och Vena församling var från denna tid moderförsamling i pastoratet Vena och Hultsfred för att från 1962 till 2014 vara annexförsamling i samma pastorat som sedan 1992 utökades med Lönneberga församling. Från 6 april 1919 till 1937 till 1955 var församlingen uppdelad i två kyrkobokföringsdistrikt (kyrkobokföringsområden före 1937): Vena kbfd (081500) och Hultsfreds kbfd (086000). Från 2014 ingår församlingen i Aspelands pastorat.

## Kyrkoherdar
| Ämbetstid | Namn                         | Levnadstid | Övrigt |
| --------- | ---------------------------- | ---------- | ------ |
| 1611-1633 | Jacobus Haqvini Calmariensis | - 1633     |        |
| 1657-     | Daniel Gislonis Smalzius     | 1611-1673  |        |
| 1929–1950 | Karl Nilsson Collaeus        | 1885–      | [ 6 ]  |

### Komministrar
| Ämbetstid | Namn                 | Levnadstid | Övrigt |
| --------- | -------------------- | ---------- | ------ |
| 1929–1950 | Nils Sigfrid Larsson | 1895–      | [ 6 ]  |

## Organister och klockare
| Verksam   | Namn           | Levnadstid | Övrigt                |
| --------- | -------------- | ---------- | --------------------- |
| 1772-1801 | Magnus Rudgren | 1726-      | Klockare              |
| 1804-1832 | Sven Törngren  | 1777-      | Organist och klockare |